# Kong (Familie)

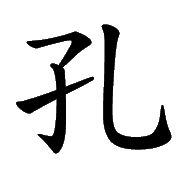
Kong als Schriftzeichen

Kong (chinesisch 孔, Pinyin Kǒng, Jyutping Hung2, Pe̍h-ōe-jī Khóng) ist ein Geschlecht, das auf den Stammvater Konfuzius zurückgeht und über 2.500 Jahre alt ist. Sowohl die Hauptlinie als auch Nebenlinien erhielten mit der Zeit verschiedene Nobilitierungen. Vom Kaiserreich China bis in die frühen Jahre der Republik China führte das jeweilige Oberhaupt der Familie unterschiedliche Adelstitel, zuletzt von 1055 bis 1935 den Titel des Herzogs Yansheng (衍聖公,  Yǎnshèng Gōng).
1935 schaffte die republikanische Regierung unter der Führung der Kuomintang den Titel ab und der letzte Inhaber, Kong Decheng, wurde „Zeremonieller Beamter für Konfuzius“ (大成至聖先師奉祀官,  Dàchéng zhìshèng xiānshī fèngsì guān). Aus einem Adelstitel ist ein Staatsamt geworden mit der Aufgabe, das Erbe des Konfuzius zu pflegen. Auch nach der Ausrufung der Volksrepublik China existierte das Amt in der Republik China auf Taiwan fort, welches bis 2008 dem Rang eines Ministers entsprach, aber seitdem symbolischer Natur ist. Gegenwärtiges Familienoberhaupt ist Kung Tsui-chang (孔垂長,  Kǒng Chuícháng), der 2009 die Nachfolge antrat. Er ist ein Nachfahre in der 79. Generation, wodurch die Familie Kong hinsichtlich der Stammlinie (direkte Vater-Sohn-Nachkommenschaft) eine der nachweisbar ältesten existierenden Familien der Welt ist.

## Herkunft des Nachnamens

孔 in der Bronzeinschrift.

Das Schriftzeichen 孔,  kǒng, setzt sich zusammen aus 子,  zǐ, „Kind“ oder „Nachkomme“, und dem Schrägstrich 丿,  piě. In der Grundbedeutung bedeutet 孔 somit „Penetration“ oder „Loch“ (im Sinne einer Fontanelle eines Säuglings). In der Bronzeinschrift kann man diese Bedeutung noch sehr gut erkennen. Abhängig von der Sprache und der Transkription werden im lateinischen Alphabet die Namensträger mit Kong, Kung oder Gong wiedergegeben.
Wie Konfuzius diesen Nachnamen bekam, lässt sich nicht mehr zweifelsfrei feststellen. Es gibt verschiedene Theorien, die im Abschnitt „Geschichte“ dargestellt werden. Zur Zeit der Song-Dynastie, also um 1000 nach Christus herum, gehörte Kong zu den hundert Familiennamen.
Nicht zu verwechseln sind Nachnamen, die im Deutschen ebenfalls mit Kong transkribiert, aber mit einem anderen Schriftzeichen geschrieben werden. Auch gibt es Namensträger der koreanischen Linie, deren Nachname entsprechend der Aussprache als Gong transkribiert werden. Nicht alle Namensträger des Nachnamens 孔 sind Nachfahren des Konfuzius. Bezüglich der Abstammung gibt und gab es Kontroversen.

## Geschichte
Im Folgenden soll die Geschichte der Familie Kong mit besonderem Fokus auf die Hauptlinie in Qufu angegeben werden. Im Abschnitt #Mitglieder der Familie ist ein Stammbaum angegeben, der beim Nachvollziehen der Verwandtschaftsverhältnisse helfen soll.

### Konfuzius

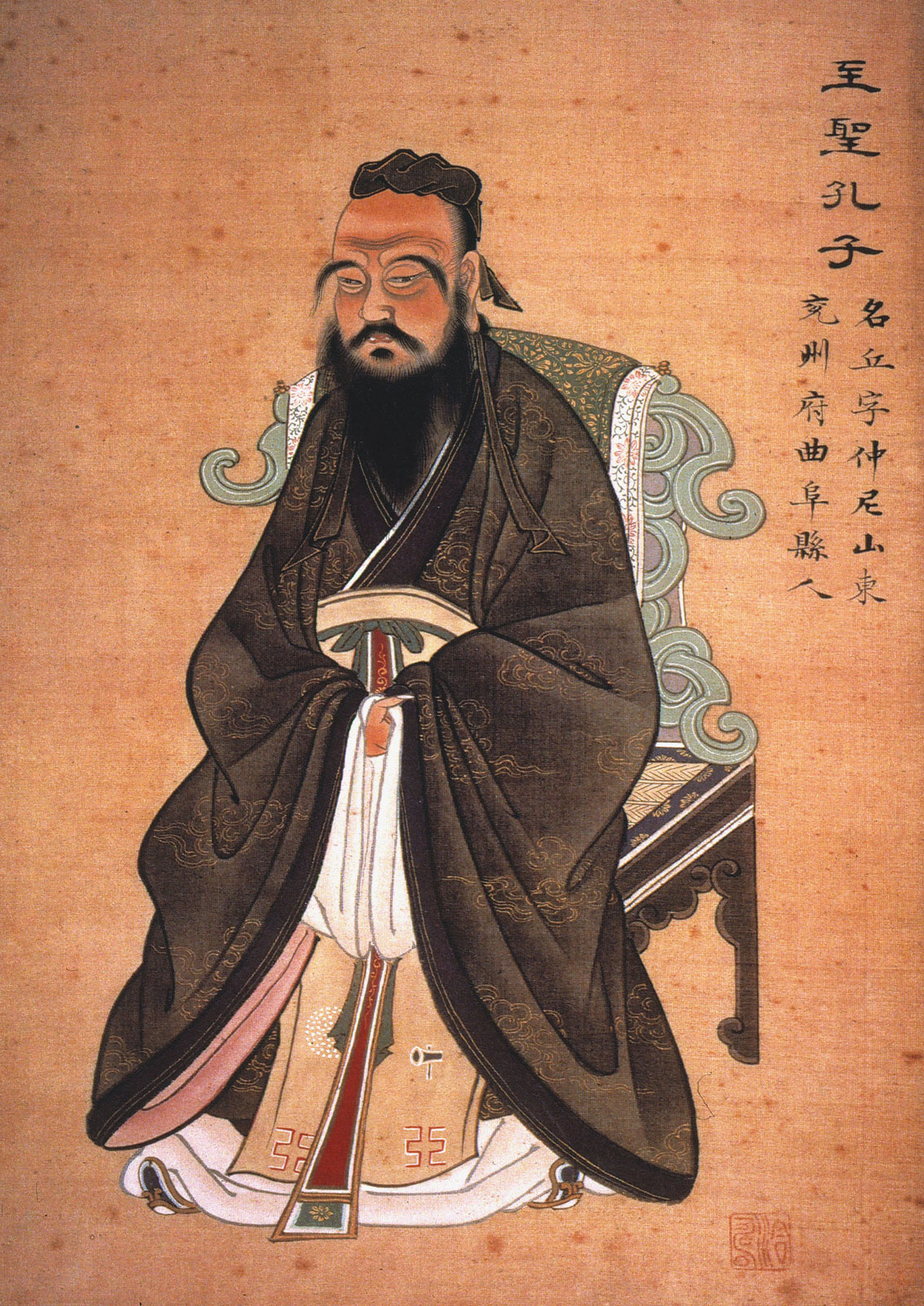
Darstellung des Konfuzius um 1770

Begründer der Familie ist der Philosoph Kong Qiu (孔丘,  Kǒng Qiū,  K’ung Ch’iu), eher bekannt unter seinem Ehrennamen 孔夫子,  Kǒng Fūzǐ, „Lehrmeister Kong“, der von Jesuiten zu Konfuzius latinisiert wurde. Die von ihm und von seinen Schülern formulierten Ideen und Konzepte, heute unter Konfuzianismus bekannt, hatten eine gewaltige Auswirkung auf die Entwicklung der chinesischen Kultur und des Staates.
Konfuzius selbst soll nach der traditionellen Überlieferung eine adlige Abstammung gehabt haben. Es wird in Kapitel 47 der Shiji berichtet, er stamme von der Shang-Dynastie ab, welche nach dem Sturz der nachfolgenden Zhou-Dynastie Grundbesitz in Song bekam. Die Familie verarmte aber schnell und ein Vorfahre des Konfuzius wanderte nach Qufu, einer Stadt des Staates Lu, aus. Der Nachname Kong (孔,  Kǒng) wird mit dieser Geschichte in Verbindung gebracht. Denn die Prinzen der Shang-Dynastie wurden als 子 bezeichnet und der Thronname von Cheng Tang, dem Gründer der Dynastie, lautete 大乙,  dàyǐ. Aus dem letzten Schriftzeichen 乙 sei zusammen mit 子 der Nachname 孔 entstanden. Da die legendäre Abstammung möglicherweise eine spätere Fiktion ist, ist diese Herleitung nicht sicher, wird aber bis heute in vielen Büchern vertreten.
Nach einer anderen, zur Zeit der Tang-Dynastie zusammengestellten Quelle soll der Nachname hingegen von einem Zi Jia (子嘉), einem hohen Beamten des Staates Song zur Zeit der Frühlings- und Herbstannalen, stammen, dessen Großjährigkeitsname Kong Fu (孔父) gewesen sei. Als er getötet wurde, flohen seine Nachkommen nach Qufu und nahmen mit Kong einen neuen Nachnamen an. Wie bei allen biografischen Daten des Konfuzius ist die Historizität nicht mehr zweifelsfrei festzustellen. Moderne Historiker halten diese Ursprünge für konstruiert oder übertrieben. Dafür spricht auch, dass zu diesem Zeitpunkt vermeintliche oder tatsächliche Nachfahren ein Interesse daran hatten, die Größe des Stammvaters zu überhöhen. Konfuzius selbst soll einmal geheiratet haben und einen Sohn und zwei Töchter bekommen haben. Von dem Sohn Kong Li (孔鯉) stammen alle restlichen Nachfahren ab, die den Namen Kong tragen. In weiblicher Linie sind hingegen keine Nachfahren überliefert.
Konfuzius starb vermutlich um 479 v. Chr. in seiner Heimatstadt Qufu. Noch bis zur Ausrufung der Volksrepublik China 1949, also zweieinhalbtausend Jahre später, blieb Qufu das Zentrum der Familie Kong.

### Von der Qin-Dynastie bis zur Song-Dynastie
Nach dem Tod des Konfuzius gab es in den Aufzeichnungen immer wieder Personen, die eine Abstammung von Konfuzius beanspruchten oder für Nachkommen des Konfuzius gehalten wurden. Die Zahl häufte sich besonders von der Han-Dynastie an. Dass zeitgleich der Konfuzianismus zur Staatsdoktrin erhoben wurde, dürfte kein Zufall sein. Die Nachkommen erhofften sich hierbei wohl Ehrentitel, Ämter, Sinekure, Ausnahmen bei der Beamtenprüfung oder andere Privilegien, die auch regelmäßig bis zum Ende des Kaiserreich Chinas gewährt wurden.
Während einzelne Kongs viele Ehrentitel erhielten, die in der Regel mit dem Tode erloschen, erhielt ca. 40 vor Christus der Nachkomme der 13. Generation Kong Ba (孔霸) von Kaiser Han Yuandi (漢元帝) den ersten erblichen Titel und führte seitdem den Titel Fürst Baocheng (褒成君,  Bǎochéng jūn). Berufend auf die legendäre Abstammung von der Shang-Dynastie erhielt im Jahre 29 nach Christus Kong An (孔安), Nachkomme der 17. Generation, der angeblich von Kong Ji (孔吉), Nachkomme der 14. Generation, abstammte, den Titel Herzog, der Yin fortführt und ehrt (殷紹嘉公,  Yīnshàojiā Gōng), und später Herzog Song (宋公,  Sòng Gōng). Yin ist hierbei die ehemalige Hauptstadt der späten Shang-Dynastie und wurde auch metonymisch für sie verwendet. Der von Kong An begründete Seitenzweig existiert heute nicht mehr. Auch wenn nachweisbar ist, dass sein Lehen für einige Zeit verwaltet wurde, sind von Kong An keine Nachkommen überliefert.

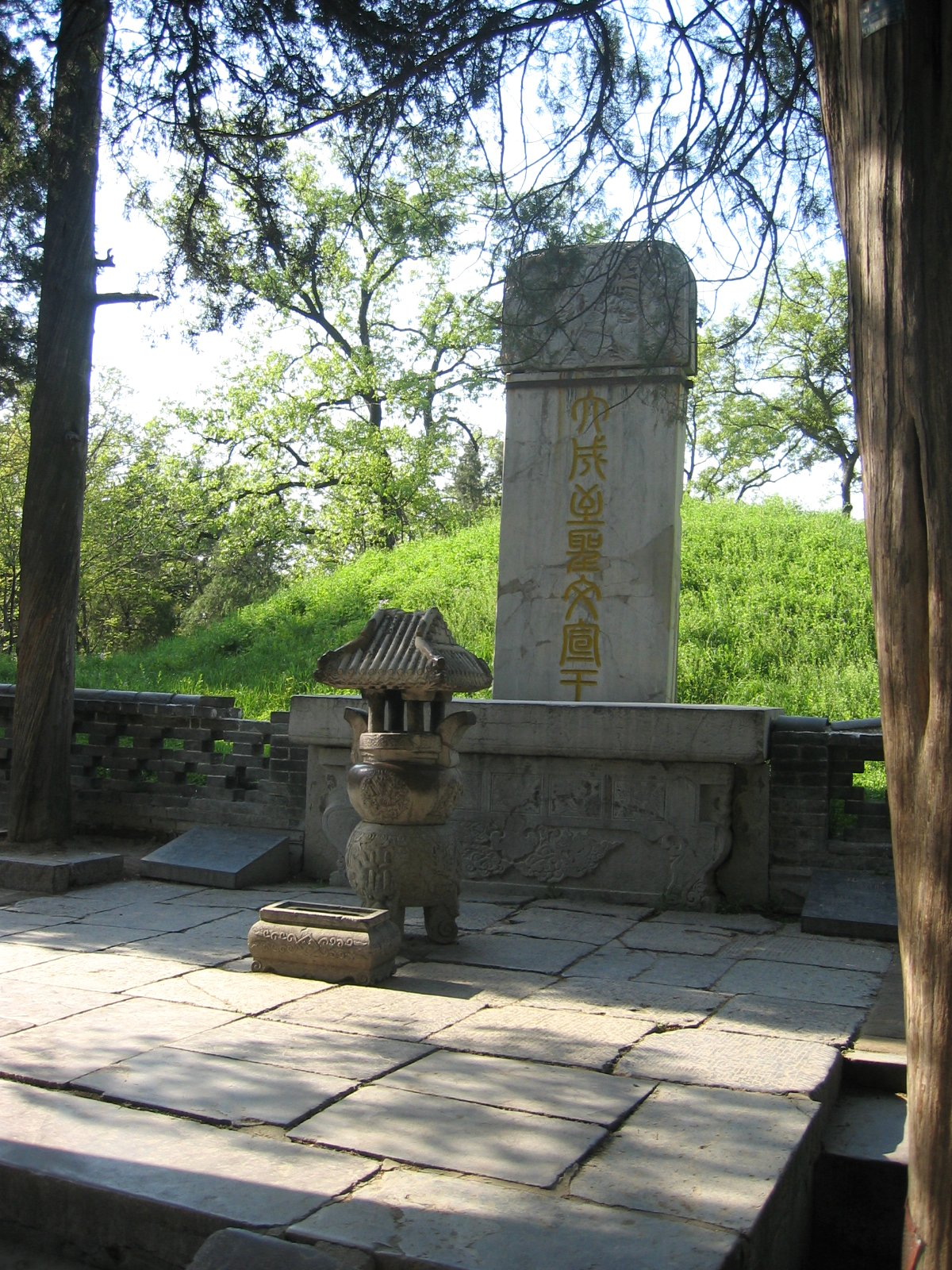
Konfuziusgrab in Qufu

952, knapp tausend Jahre später, erhielt Kong Renyu (孔仁玉), ein Nachkomme in der 43. Generation, den höherwertigen Titel Herzog Wenxuan (文宣公,  Wénxuān Gōng), im Englischen häufig mit Duke for Propagating Culture („Herzog zur Verbreitung der Kultur“ oder „Kulturverbreitender Herzog“) übersetzt. Der Titel ist zudem eine Anspielung auf einen der geläufigen posthum vergebenen Namen des Konfuzius. Noch heute ziert sein Grab in Siegelschrift die ehrenvolle Anrede „Großer Vollender, höchster Heiliger, Kulturverbreitender König“ (大成智聖文宣王,  Dàchéng zhìshèng wénxuān Wáng).

### Song- und Jin-Dynastie

#### Herzog Yansheng
Der letzte und bei weitem wohl wichtigste Titel war der des Herzogs Yansheng (衍聖公,  Yǎnshèng Gōng) (in älterer deutschsprachiger Literatur auch Herzog Konfutse genannt), den der Song-Kaiser Renzong verlieh. Erster Herzog Yansheng wurde 1055 Kong Zongyuan (孔宗願). „Herzog“ ist hierbei die geläufige chinesische Übersetzung des Titels 公,  gōng. Das Wort 公,  gōng, selbst kann auch als besonders ehrende Anrede verstanden werden, die vergleichbar einer Anrede wie „Seine Exzellenz“ ist. Yansheng setzt sich zusammen aus 衍,  yǎn „überfüllen“, „ausbreiten“, „fortsetzen“, „im Überfluss sein“, und 聖,  shèng „weise“ oder „der Weise“ (d. h. Konfuzius). In der englischsprachigen Literatur wird der Titel häufig mit Duke for Fulfilling the Sage (deutsch: Herzog für die Erfüllung des Weisen, „Erfüllung“ ist bezogen auf die notwendige Verrichtung des chinesischen Ahnenkults) übersetzt. Denkbar wäre aufgrund der Mehrdeutigkeit der Schriftzeichen auch eine Übersetzung wie „Seine Exzellenz, welche die Weisheit fortführt“.
Der Titelwechsel entsprach aber am ehesten einer „Degradierung“ als einer „Erhöhung“: Kaiser Renzong argumentierte, die Abkehr von den Riten (禮,  lǐ) habe dadurch begonnen, dass man lebenden Nachkommen einen posthum verwendeten Ehrentitel des Weisen verliehen habe (Namenstabu). Die Umbenennung war letztlich also ein Schritt, um eine Trennung zwischen der Konfuziusverehrung und dem Titel zu schaffen. Des Weiteren weist Agnew darauf hin, dass sich nach dem Jahre 1000 die Kongs von Qufu zu einem Machtfaktor entwickelt habe. Nicht nur aus militärischer Sicht habe es Sinn ergeben, lokale Adlige auf seiner Seite zu haben, bei den Kongs war es zusätzlich ein ideologischer Faktor, um die Legitimität der eigenen Dynastie zu sichern. Auf dieser Basis bauten die Kongs mit der Zeit ihre Privilegien aus, aber dadurch war auch die Gefahr gegeben, dass infolge von Kriegen Teile der Familie für die Zwecke machtbewusster Feldherren vereinnahmt würden. Der Wechsel des Titels fiel zeitgleich mit einem allgemeinen Niedergang der mittelalterlichen Aristokratie zusammen. Hatte sie noch gegen Ende der Tang-Dynastie oligarchische Strukturen ausgebildet, wurde sie zur Zeit der Song-Dynastie größtenteils durch einen bürokratischen Apparat ersetzt.
Trotzdem stiegen die Kongs von Qufu bezüglich ihrer Machtfülle innerhalb kürzester Zeit auf und bekamen Privilegien verliehen, wie sie anderen Adligen nur selten gewährt wurden. Der Historiker Christopher S. Agnew bringt dies in Verbindung mit dem Niedergang der Song-Dynastie und den dynastischen Kämpfen um die Kontrolle Chinas, von denen die Kongs außerordentlich profitiert hätten:

„Krieg zwischen den Staaten erzeugte einen Machtkampf in Qufu. Für die Herrscher der Song-, Jin- und Yuan-Dynastien waren die Oberhäupter der Kong-Linie wichtige Verbündete. Militärisch konnten sie als Agenten für die Eroberung und Kontrolle Nordchinas dienen. Ideologisch waren sie die lebenden Symbole für das staatliche Bekenntnis zu den Werten und zum philosophischen Kanon des Konfuzius und seiner Schüler. Die institutionelle Form des Herzogtums war also untrennbar mit diesem Kontext verbunden, wenn auch nicht durch ihn bestimmt.“

Innerhalb dieser dynastischen Kämpfe konnten sich die Kongs verschiedene Privilegien im Tausch gegen ihre Loyalität und Unterstützung einfordern. Darunter fielen unter anderem:
- Eine allgemeine Steuerbefreiung
- Das Recht, Steuern in Qufu zu erheben
- Richterliche Gewalt, die selbst einige Gebiete außerhalb Qufus umfasste und über dem staatlichen Rechtssystem stand
- Die Selbstverwaltung von Qufu (normalerweise taten dies Beamte von außerhalb, um Interessenskonflikte zu vermeiden) unter „Herrschaft“ der Kongs

Der Historiker Thomas Wilson bezeichnete dementsprechend das Gebiet um Qufu herum als fiefdom with serfs („Lehen mit Leibeigenen“).

#### Schisma
Zugleich stellte Agnew fest, dass die dynastischen Kämpfe nicht nur Privilegien für die Kong-Familie brachte, sondern auch zu ihrer Militarisierung geführt habe. Herzog Yansheng wurde immer mehr bedeutungsgleich mit der Herrschaft über Qufu und ihre umliegenden Länder. Es bedeutete die Kontrolle über ein de facto autonomes „Herzogtum“ und dementsprechend sorgte die Erbfolge mehr und mehr für Streitigkeiten innerhalb der Familie.
Durch die militärischen Auseinandersetzungen zwischen der Jin- und der Song-Dynastie wurde 1127 die bisherige Hauptstadt der Song-Dynastie Kaifeng (開封) von Jin eingenommen. Der neue Kaiser Gaozong floh in den Süden; der bisher anerkannte Herzog Yansheng, Kong Duanyou (孔端友), ging mit dem Kaiser in den Süden und bekam Land in Quzhou in der Provinz Zhejiang zugewiesen. Sein jüngerer Bruder Kong Duancao (孔端操) blieb zurück und wurde 1128 von der Jin-Dynastie als rechtmäßiger Herzog Yansheng anerkannt. Dadurch ist ein Schisma innerhalb der Kong-Familie entstanden. Für einige Generationen gab es sowohl in Qufu als auch in Quzhou jeweils Herzöge Yansheng, die für sich beanspruchten, die Hauptlinie zu sein. Nach der Geografie wird deshalb das Haus in Qufu als nördliche und das in Quzhou als südliche Linie bezeichnet. Für ungefähr 150 Jahre bestand eine südliche Linie, die von der südlichen Song legitimiert war und 130 Jahre lang eine nördliche, legitimiert durch die Jin-Dynastie.
Als Anfang des 13. Jahrhunderts die Mongolen unter Dschingis Khan China eroberten, gab es noch immer zwei konkurrierende Linien der Kongs. Erschwerend kommt dazu, dass der bisherige Herzog Yansheng der nördlichen Linie Kong Yuancuo (孔元措) mit der Jin-Dynastie nach Kaifeng floh. In Qufu verblieb hingegen Kong Yuanyong (孔元用), der wahrscheinlich einer Seitenlinie entstammte und die notwendigen Riten durchführte. Er ernannte sich kurzerhand selbst zum neuen Herzog Yansheng und wurde von der Song-Dynastie anerkannt, obwohl die Song-Dynastie schon in Quzhou einen anerkannten Herzog Yansheng im Süden hatte. So gab es im Jahr 1225 drei Männer, die den Anspruch erhoben, der rechtmäßige Herzog Yansheng zu sein. Recht schnell dankte Kong Yuanyong zugunsten seines Sohnes Kong Zhiquan (孔之全) ab, um die Song-Dynastie auf eine Militärexpedition gen Norden zu begleiten, wo er wahrscheinlich umkam.

### Von der Yuan-Dynastie bis zur Qing-Dynastie

#### Beilegung des Schismas
Der Hof in Kaifeng fiel 1226 und 1233 entschied Ögedei Khan, der Nachfolger von Dschingis Khan, den Nachfolgestreit innerhalb der nördlichen Linie zugunsten von Kong Yuancuo (chinesisch 孔元措). Kong Zhiquan verzichtete auf den Titel – möglicherweise war mit dem Verzicht eine großzügige Entschädigung verbunden. Die Wiedervereinigung der nördlichen Linie geschah aber nur de jure; de facto diente Kong Yuancuo am mongolischen Hof und überließ die Verwaltung in Qufu verschiedenen Vize-Herzögen. Das sorgte aber nicht für eine Beilegung des Konflikts mit der südlichen Linie. Kublai Khan wollte, als er die Yuan-Dynastie proklamierte, möglichst schnell die Frage entscheiden, um die Einigkeit des mongolisch regierten Chinas auch symbolisch innerhalb der Kong-Familie zu demonstrieren. Schon seit einigen Jahrzehnten gab es im Norden keinen neuernannten Herzog Yansheng mehr und daher bat er Kong Zhu (孔洙), Nachkomme in der 53. Generation und Herzog Yansheng der südlichen Linie, nach Norden zurückzukehren und so beide Linien zu vereinigen. Kong Zhu lehnte die Bitte mit der Begründung ab, dass seit einigen Generationen seine Vorfahren im Süden lebten und er es nicht ertragen könne, die Gräber seiner Eltern zu verlassen. Kublai Khan soll ausgerufen haben: „Er gäbe eher seine Vergütungen auf als den Dao! Wahrhaftig ist er des Weisen Nachfolger!“
Kong Zhu gab 1276 freiwillig den Titel auf, aber erst 1295 (aus nicht näher genannten Gründen) ist mit Kong Zhi (chinesisch 孔治) ein neuer Herzog Yansheng ernannt worden, welcher der nördlichen Linie angehörte und das Schisma beendete. Nach Angaben der nördlichen Linie verstarb Kong Zhu 1287 kinderlos – eine Behauptung, welche Angehörige der südlichen Linie zurückwiesen und mit eigenen Stammbäumen, welche angebliche Kinder von Kong Zhu zeigten, zu widerlegen versuchten.
Auch wenn die Frage nach der rechtmäßigen Erbfolge entschieden war, gab es bis in die Neuzeit Konflikte zwischen der nördlichen und südlichen Linie. Noch heute existiert die südliche Linie in Quzhou. 2006 wurde sie auf ca. 30.000 Angehörige geschätzt, was die Gemeinde in Quzhou zur zweitgrößten nach Qufu in ganz China macht.
Exemplarisch kann man den Konflikt aus einer Anekdote aus der Ming-Dynastie sehen: 1495 waren die Kongs im Süden schon längst vergessen, als der neueingesetzte Magistrat von Quzhou die südliche Linie, ihren Tempel und Grundbesitz „wiederentdeckte“. Jener bemitleidete aber die Armut der südlichen Kongs und bat den Hof von Ming um die Verleihung eines ehrenwerten Titels für die südlichen Kongs – was den Herzog von Yansheng in mehreren Publikationen veranlasste, die südliche Linie als illegitim zu beschuldigen, welche sich den Nachnamen angemaßt hätten und gar nicht wirklich von Konfuzius abstammten. Trotzdem wurde das Haupt der südlichen Linie 1506 von Kaiser Zhengde zu Professoren der fünf Klassiker (五經博士,  Wǔjīng Bóshì) ernannt.

#### Koreanische Linie
Während der Yuan-Dynastie behauptete jemand, der Sohn von Kong Huan (孔浣), Nachkomme in der 25. Generation, zu sein, und zog nach Heirat einer Koreanerin nach Korea. Daraus entstand der koreanische Gokbu-Gong-Klan (koreanisch 곡부 공씨, Hanja 曲阜 孔氏). Bis heute besteht dieser Seitenzweig und ist der einzige ausländische Zweig in der 2009 herausgebrachten Kong-Genealogie. Dieser Zweig umfasst heute mindestens 86 Generationen. Heute gibt es nach dem südkoreanischen Zensus 2000 knapp 75.000 Menschen, die dem Gokbu-Gong-Klan angehören.

#### Korruption
Nach dem Fall der Yuan-Dynastie und dem Aufstieg der Ming-Dynastie wuchs die ökonomische Macht der Herzöge Yansheng. Ihr Grundbesitz vergrößerte sich drastisch, obwohl die Ming-Dynastie die politische Macht der Herzöge einschränkte. Die Ming-Kaiser verboten den Herzögen Yansheng, bürokratische Ämter zu bekleiden, und formalisierten die lokale Machtbalance zwischen den Herzögen und den staatlichen Beamten. Sie achteten darauf, dass die einzige Aufgabe der Herzöge Yansheng sein sollte, die notwendigen Riten für die Ahnenverehrung durchzuführen. Nichtsdestoweniger erwiesen sich die Maßnahmen nicht als effektiv, da durch das Vermögen der Kongs und durch Korruption viele dieser Regelungen faktisch ausgehebelt wurden.
Auch nach dem Fall der Ming-Dynastie und dem Aufstieg der Qing-Dynastie setzte sich die Korruption fort. Normalerweise wurden in den meisten Kreisen Beamte von außerhalb eingesetzt, um Interessenskonflikte zu vermeiden. Qufu wurde aber seit jeher faktisch von den Herzögen Yansheng regiert. Trotz der Korruption unter den Kong-Magistraten von Qufu und der Kontroverse darüber, wie die korrupten Magistrate angeklagt und abgesetzt werden sollten, wurde gegen die Idee argumentiert, die Kongs aus dem Amt des Magistrats des Kreises Qufu zu entfernen. Es sei unangemessen, da Qufu die Heimatstadt von Konfuzius und die meisten Residenzen und Ländereien in Qufu im Besitz von Kongs seien, so dass nichts dagegen spreche, dass Kongs von anderen Kongs regiert würden. Dies sei auch eine Frage des Respekts des Staates gegenüber Konfuzius. Um das Problem zu lösen, ist auch vorgeschlagen worden, dass die südlichen Kongs Qufu regieren sollten, wodurch sichergestellt wurde, dass sie keine Interessenkonflikte in Qufu haben würden, da sie außerhalb der Provinz lebten und keine lokalen Verbindungen hatten, aber immer noch zur Familie Kong gehörten. Am Ende wurde beschlossen, das Auswahlverfahren für die Magistrate von Qufu zu reformieren, indem sie die Magistratur in der Position der Familie Kong beließen, aber den Herzog Yansheng aus der Auswahl der Richter heraushielten und sie dazu zwangen, alle Absolventen, Studenten und Prüflinge der nördlichen Linie in die Provinzhauptstadt von Shandong zu schicken, damit dort vor dem Gouverneur der Provinz eine Prüfung abgelegt werden könnte. Die Hauptstadt würde die letzten beiden verbleibenden Kandidaten der Prüfung empfangen. Dies bedeutete, dass der Magistrat weniger anfällig für Korruption war, da der Herzog ihn nicht ernennen würde und der Gouverneur vorsichtig sein musste, da er allein für die Ernennung der Kandidaten verantwortlich war.

### Nach dem Sturz der Qing-Dynastie

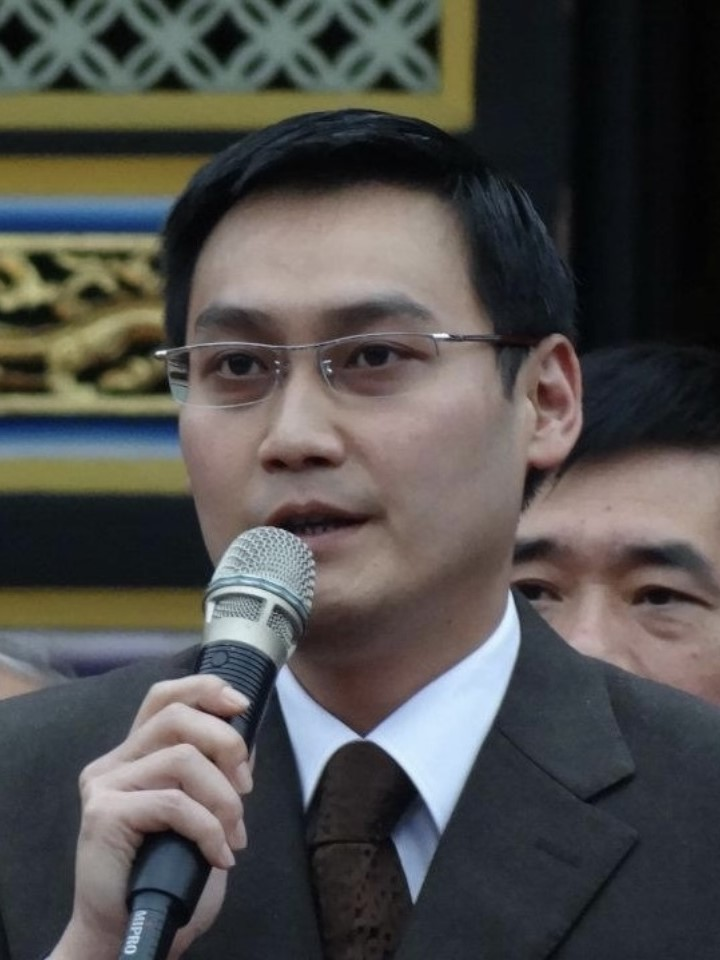
Kung Tsui-chang, Enkel des letzten Herzogs Yancheng und gegenwärtiger zeremonieller Beamter für Konfuzius (2011)

Nach der Xinhai-Revolution wurden die meisten Adelstitel abgeschafft, davon unberührt blieb aber der Herzog Yansheng. Von manchen wurde damals gefordert, dass nach dem Sturz der Qing-Dynastie, die von ethnischen Mandschus beherrscht wurde, ein Han-Chinese den Drachenthron besteigen sollte. Neben dem Nachfahren der Ming-Dynastie kam auch der Herzog Yansheng in Frage. Unter anderem plädierte der konstitutionelle Monarchist Liang Qichao für eine Monarchie unter einem Nachfahren des Konfuzius. Aber spätestens mit der kurzzeitigen Herrschaft von Yuan Shikai, der sich selbst zum Kaiser proklamierte, endeten die meisten monarchistischen Bestrebungen.
1935 wurden endgültig alle Adelstitel und ihre Vorrechte abgeschafft. Stattdessen wurde der letzte Herzog Yansheng, Kong Decheng, Nachkomme in der 77. Generation und damals fünfzehnjährig, der erste zeremonielle Beamte für Konfuzius (大成至聖先師奉祀官,  Dàchéng zhìshèng xiānshī fèngsì guān). Aus einem Adelstitel wurde damit ein Staatsamt mit der Aufgabe, sich um das Erbe des Konfuzius zu kümmern. Er selbst wurde mit Verleihung des Amtes einem Minister gleichgestellt und bekam dieselbe Vergütung. 1938 gab es Gerüchte, dass die Japaner Kong Decheng, den ehemaligen Herzog Yansheng, für eine Marionettenregierung rekrutieren wollten. Puyi, der letzte Kaiser der Qing-Dynastie, war zu dem Zeitpunkt bereits als Oberhaupt des Marionettenstaates Manchukuo  eingesetzt worden. Der damals 17-Jährige Kong Decheng, der kurz vor Beginn des Zweiten Japanisch-Chinesischen Krieges ins heutige Wuhan  geflohen war und seinen entfernten Verwandten und damaligen Premierminister H. H. Kung traf, antwortete, auf das Gerücht angesprochen:

„Die Japaner haben sich noch nie an mich gewandt! […] Ich sehe mich den Befehlen der chinesischen Regierung unterworfen. Ich bin ein Patriot und bereit, zu den Waffen zu greifen und gegen die Japaner zu kämpfen, sobald ich das Alter für den Militärdienst erreicht habe, also 18 Jahre … meine Frau erwartet ein Kind.“

Nach der Niederlage der Kuomintang im Chinesischen Bürgerkrieg floh Kong Decheng mit der restlichen Regierung nach Taiwan. Dort wurde er Berater des Präsidenten, Abgeordneter der Nationalversammlung und Professor für Chinesische Literatur. Er starb 2008. Sein Enkel Kong Chuichang übernahm das Amt, welches mittlerweile nur noch symbolischer Natur ist und dem entsprechend nicht mehr vergütet wird. Mittlerweile ist für die Nachfolge des Amtes auch eine weibliche Erbfolge vorgesehen, falls es keine männlichen Erben mehr geben sollte und die betreffenden Anwärterinnen weiterhin den Namen Kong tragen.

## Vermächtnis
Der Historiker Christopher S. Agnew urteilt, auch wenn er auf die schwankende Machtfülle hinwies, folgendermaßen über das Erbe der Herzöge Yansheng:

„Als der Titel des Herzogs Yansheng im 20. Jahrhundert schlussendlich abgeschafft wurde, konnte keine Familie so lange und durchgehend einen Titel oder ein Amt halten. Dynastien stiegen auf und fielen, aber die Nachkommen des Konfuzius und die Herzöge von Qufu behielten eine fast tausendjährige Erbfolge.“

### Kulinarik
Die von den Herzögen Yansheng angestellten Köche schufen in ihrer über zweitausendjährigen Geschichte zahlreiche Gerichte, die selbst dem chinesischen Kaiser serviert wurden. Das Anwesen in Qufu war bekannt dafür, extravagante Feste mit ausgefallenem Essen zu veranstalten. Zu den Gerichten gehörten unter anderem:
- 魯壁藏書 / 鲁壁藏书,  Lǔbì cángshū – „In einer rauen Mauer versteckte Bücher“: Garnelen werden in einen nudelartigen Teig gesteckt und frittiert. Das soll an eine Legende erinnern, wie Kong Fu (孔鲤), Nachkomme der 9. Generation, verschiedene Schriftrollen vor der Zerstörungswut des ersten Kaisers Qin Shihuangdi versteckte. Die Garnelen stehen also symbolisch für die Schriftrollen, der Teig für die Mauern.
- 三套湯 / 三套汤,  Sāntàotāng – „Dreischichtensuppe“: Schwein, Hähnchen und Ente werden über lange Zeit zu einer Suppe gekocht.
- 詩禮銀杏 / 诗礼银杏,  Shīlǐ yínxìng – „Gedichte-Riten-Ginkgo“: Gekochte und halbierte Birne. In die Birne wird das Schriftzeichen für „Gedicht“ oder „Poesie“ 孔詩,  Kǒngshī – „Kong-Gedichte“ eingeritzt. Mariniert wurde es dann mit Jujube, Ginkgo und Honig. Der Name soll daher rühren, dass die Bedeutung von Poesie und Riten veranschaulicht werden soll.

### Qufu und Gegend

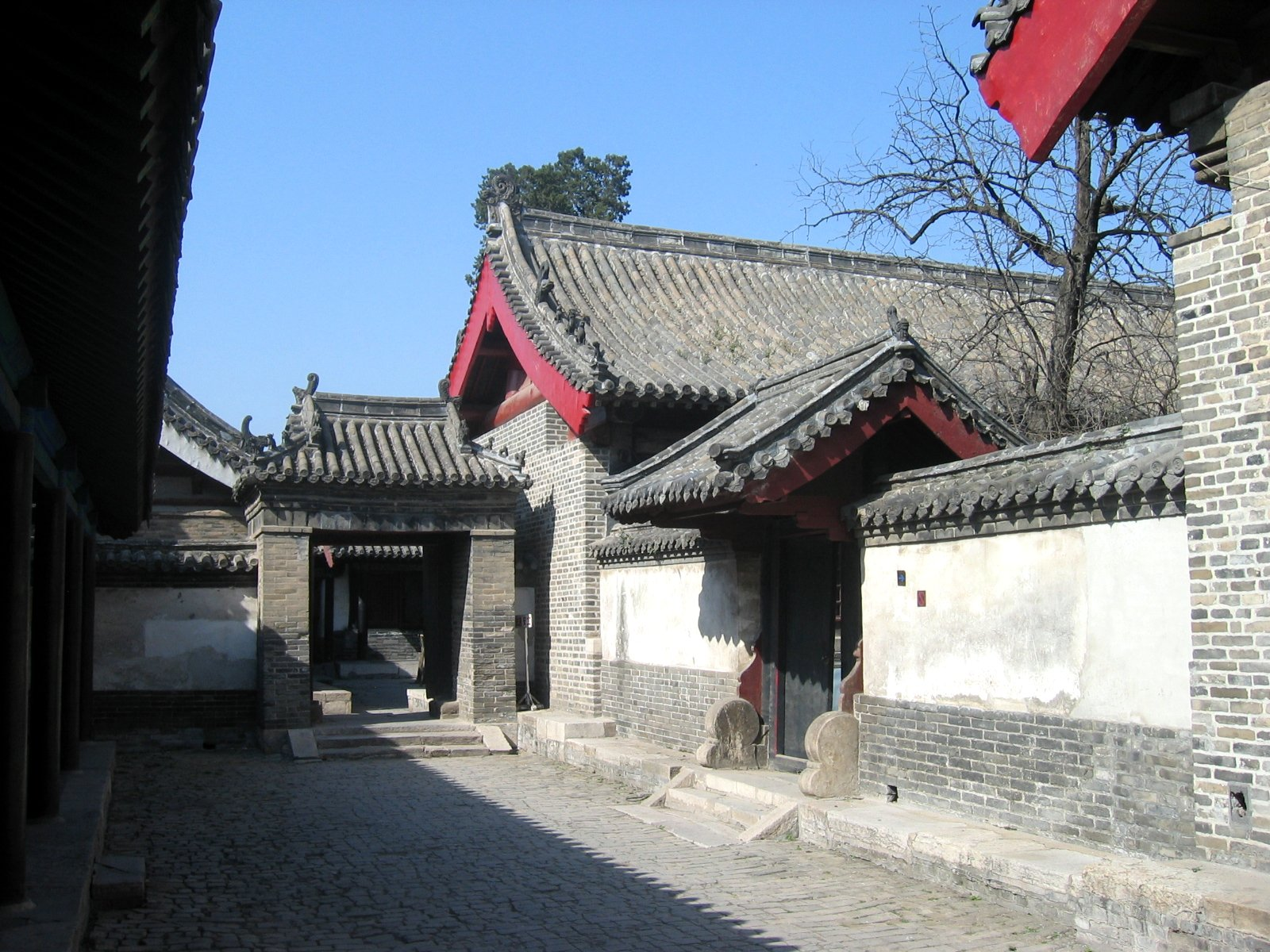
Innenhof der Kong-Residenz

Besonders in und um Qufu herum, wo die Hauptlinie der Familie wirkte, entstanden mit der Zeit zahlreiche repräsentative Bauten.
- Residenz der Familie Kong, tempelähnlicher Bau, ungefähr 16 ha groß und umfasst 456 Zimmer.[46]
- Wald der Familie Kong, ein Waldgrundstück, wo neben Konfuzius sehr viele seiner Nachfahren beerdigt liegen.
- Konfuziustempel, eine der größten Gebäudeanlagen Chinas, welche nur von der verbotenen Stadt übertroffen wird.
- Tempel des Konfuzius auf dem Nishan, traditionell für den Geburtsort des Konfuzius gehalten

Die ersten drei sind seit 1994 als Tempel und Friedhof des Konfuzius und Anwesen der Familie Kong von der UNESCO als Weltkulturerbe aufgeführt worden.

## Mitglieder der Familie

### Stammbaum
Das folgende Diagramm zeigt nur die wichtigsten, männlichen Nachkommen der Hauptlinie. Sie folgt der traditionellen Darstellung der nördlichen Linie.

### Statistik
Zunächst gab es um Qufu, die Heimatstadt des Konfuzius, herum mehrere Haushalte, die eine Abstammung von Konfuzius beanspruchten – zur Zeit der Ming-Dynastie im 16. Jahrhundert waren es von der Hauptlinie abgesehen 60 – und Schulen leiteten. Bis 1930 breitete sich die Kong-Familie in ganz China aus, wobei die „Haushalte“ den Bezug zu einem Wohnort verloren und bezüglich der Größe teilweise mehrere hundert Mitglieder umfassen konnten. 1684 umfasste die Hauptlinie in Qufu 675 Mitglieder. Insgesamt gab es über zehntausend Männer aus der Familie Kong, die sich sechzig Jahre später zu fast zwanzig Tausend verdoppeln sollte.
Besonders gut kann man daher für die Kongs aus Qufu die Abstammung zu Konfuzius belegen. Anders sieht es aber aus für diejenigen, die ausgewandert sind. Denn diese wurden in den Genealogien häufig ausgelassen und als inexistent betrachtet. „Alle Kongs, die aus Qufu wegzogen, wurden in der Genealogie komplett entfernt, als wäre der Boden, auf dem der Weise wandelte, heilig.“ Daher können die meisten Kongs gar nicht so leicht eine direkte Abstammung von Konfuzius belegen, zumal auch Menschen, die gar keine Verwandtschaft mit Konfuzius haben, den Nachnamen Kong tragen.
Seit 1998 gibt es mit dem „Ausschuss zur Zusammenstellung der Konfuzius-Genealogie“ (孔子世家譜續修工作協會 / 孔子世家谱续修工作协会,  Kǒngzǐ shìjiāpǔ xùxiū gōngzuò xiéhuì) einen Verein mit dem Ziel, alle Nachkommen des Konfuzius in den letzten zweieinhalbtausend Jahren zusammenzufassen. 2009 erschien die fünfte Auflage des Kong-Familienstammbaumes, welches 80 Bände umfasst und über zwei Millionen Nachkommen verzeichnet. Der Verein selbst schätzte 2008, dass es mindestens drei Millionen lebende Nachkommen gebe. 2013 konnten Forscher der Fudan-Universität die gemeinsame Abstammung einiger Seitenzweige durch einen DNA-Test belegen.

### Bedeutende Nachkommen außerhalb der Hauptlinie

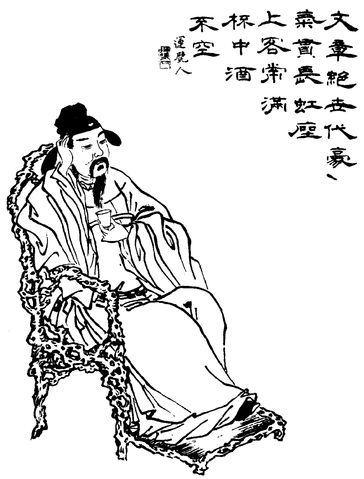
Künstlerische Darstellung von Kong Rong zur Zeit der Qing-Dynastie (1906)

- Kong Rong (* 153; † 208), Beamter, Dichter und einer der kleineren Warlords zur Zeit der Drei Reiche im alten China
- H. H. Kung (* 1881; † 1967), Bankier und Politiker, Ministerpräsident der Republik China